# Sint-Knoetsdag
Sint-Knoetsdag ((fi) : nuutinpäivä) is een feest dat in Zweden en Finland op 13 januari gevierd wordt. Het feest staat ook wel bekend als tjugondedag jul (feest van de twintigste dag), daar het gevierd wordt twintig dagen na kerstmis (het joelfeest). De traditie wil dat op deze dag de kerstboom wordt afgetuigd, en eventueel nog aanwezig snoepgoed dat als versiering van de boom diende wordt opgegeten.
Het feest is vernoemd naar Knoet Lavard, een Deense graaf die op 7 januari 1131 gedood werd door zijn rivaal in de strijd om het koninkrijk Denemarken. Na de burgeroorlog die op de moord volgde werd Knoet heilig verklaard, en werd zijn sterfdag naar hem vernoemd. Daar zijn sterfdag wel heel erg dicht bij Driekoningen lag, werd in 1680 besloten Sint-Knoetsdag op te schuiven naar de 13e januari.
Hoewel Knoet Lavard van Deense afkomst was, wordt Sint-Knoetsdag niet in Denemarken gevierd.

## Finland
Op Nuutinpäivä, zoals Sint-Knoetsdag in Finland heet, is een traditie bekend met overeenkomsten met de moderne kerstman. Jonge mannen kleden zich als een geit (Fins: Nuuttipukki) en bezoeken huizen. Vaak is het kostuum gemaakt van een omgekeerde donzen jas, een leren of berken masker en hoorns. Nuuttipukki is een eng personage (vergelijk Krampus, Sunderum, Ouwe Sunderklaas, Sinterklaaslopen en Klozum). De mannen verkleed als Nuuttipukki dolen van huis tot huis, komen binnen en eisen eten van het huishouden (voornamelijk alcoholische dranken). 
In Finland wordt de traditie nog altijd in ere gehouden in de regio's Satakunta, Varsinais-Suomi en Österbotten. Tegenwoordig heeft de traditie een veel vriendelijker karakter en wordt het personage vaak gespeeld door kinderen.
Een dialectische spreuk uit Noormarkku zegt: Hyvä Tuomas joulun tua, paha Knuuti poijes viä ("Goede [St.] Tomas brengt Kerst, kwade Knoet neemt [het] weg").